# Thury-Harcourt
Thury-Harcourt è un ex comune francese di 2 007 abitanti situato nel dipartimento del Calvados, nella regione della Normandia. Dal 1º gennaio 2016 è stato accorpato ai comuni di  Caumont-sur-Orne, Curcy-sur-Orne, Hamars e Saint-Martin-de-Sallen per formare il comune di Le Hom, del quale costituisce comune delegato.
Esteso sulla riva destra dell'Orne, il territorio comunale fa parte della regione cosiddetta Svizzera normanna.

## Società

### Evoluzione demografica
Abitanti censiti

## Sport
Ha ospitato il campionato europeo di canoa polo del 2007.